# NFL 1966
Die NFL-Saison 1966 war die 47. Saison im American Football in der National Football League (NFL), der damals, zusammen mit der American Football League (AFL), höchsten Footballliga der Vereinigten Staaten. Die Regular Saison begann am 10. September 1966 und endete am 18. Dezember 1966.
Im NFL Championship Game besiegten die Green Bay Packers die Dallas Cowboys mit 34:27 und zogen so in den Super Bowl I ein. In diesem schlugen die Packers am 15. Januar 1967 die Kansas City Chiefs mit 35:10 und gingen damit als ersten Super-Bowl-Sieger in die Geschichte ein.
Als neue Franchise spielten die Atlanta Falcons in der Eastern Conference.
Während des Jahres 1966 eskalierte der „Krieg“ mit der konkurrierenden AFL. Dies wurde beim Draft deutlich, als die Teams beider Ligen rund 7 Millionen Dollar für neue Spieler ausgaben. Im Frühjahr kam es zu Geheimgesprächen zwischen Lamar Hunt von der AFL und Tex Schramm von der NFL. Am 8. Juni 1966 wurde die Fusion der beiden Ligen mit 24 Franchises bekanntgegeben. Die Anzahl der Teams sollte ab 1968 auf 26 und frühestens ab 1970 auf 28 erhöht werden. Änderungen an den bestehenden Franchises sollten nicht erfolgen. Weiterhin wurde vereinbart, dass die AFL- und NFL-Sieger ein Weltmeisterschaftspiel austragen (Super Bowl). Die Fusion der Ligen wurde für 1970 bestimmt. Die notwendige Genehmigung auf Grund der Kartellgesetze durch den US-Congress erfolgte am 21. Oktober 1966.

## Regular Season
| Western Conference  | Western Conference | Western Conference | Western Conference | Western Conference | Western Conference | Western Conference |
| Team                | S                  | U                  | N                  | SQ 1               | P+                 | P−                 |
| ------------------- | ------------------ | ------------------ | ------------------ | ------------------ | ------------------ | ------------------ |
| Green Bay Packers   | 12                 | 0                  | 2                  | 0,857              | 335                | 163                |
| Baltimore Colts     | 9                  | 0                  | 5                  | 0,643              | 314                | 226                |
| Los Angeles Rams    | 8                  | 0                  | 6                  | 0,571              | 289                | 212                |
| San Francisco 49ers | 6                  | 2                  | 6                  | 0,500              | 320                | 325                |
| Chicago Bears       | 5                  | 2                  | 7                  | 0,417              | 234                | 272                |
| Detroit Lions       | 4                  | 1                  | 9                  | 0,308              | 206                | 317                |
| Minnesota Vikings   | 4                  | 1                  | 9                  | 0,308              | 292                | 304                |

| Eastern Conference  | Eastern Conference | Eastern Conference | Eastern Conference | Eastern Conference | Eastern Conference | Eastern Conference |
| Team                | S                  | U                  | N                  | SQ 1               | P+                 | P−                 |
| ------------------- | ------------------ | ------------------ | ------------------ | ------------------ | ------------------ | ------------------ |
| Dallas Cowboys      | 10                 | 1                  | 3                  | 0,769              | 445                | 239                |
| Philadelphia Eagles | 9                  | 0                  | 5                  | 0,643              | 326                | 340                |
| Cleveland Browns    | 9                  | 0                  | 5                  | 0,643              | 403                | 259                |
| St. Louis Cardinals | 8                  | 1                  | 5                  | 0,615              | 264                | 265                |
| Washington Redskins | 7                  | 0                  | 7                  | 0,500              | 351                | 355                |
| Pittsburgh Steelers | 5                  | 1                  | 8                  | 0,385              | 316                | 347                |
| Atlanta Falcons     | 3                  | 0                  | 11                 | 0,214              | 204                | 437                |
| New York Giants     | 1                  | 1                  | 12                 | 0,077              | 263                | 501                |

Legende:
| Siege              | Unentschieden         | Niederlagen       | SQ gewonnene Spiele (relativ) |
| P+ gemachte Punkte | P− gegnerische Punkte | Championship Game | Playoff Bowl                  |

## Post Season
Als jeweilige Sieger ihrer Conference bestritten Dallas und Green Bay am 1. Januar 1967 das NFL Championship Game, in dem sich Green Bay durchsetzte und sich so für den ersten Super Bowl qualifizierte. Eine Woche später, am 8. Januar, traten die beiden Zweitplatzierten, die Baltimore Colts und die Philadelphia Eagles, im Playoff Bowl gegeneinander an. Im Orange Bowl Stadium in Miami siegten die Colts mit 20:14.
|                   |                       |  | NFL Championship Game |                           |                   |  |                               |
|                   | Dallas 1. Januar 1967 |  | Dallas Cowboys        | \| \| 27 : 34 \| \| \| \| | Green Bay Packers |  | Cotton Bowl Zuschauer: 74.152 |
| (14:14, 3:7, 7:6) | Dallas 1. Januar 1967 |  | Dallas Cowboys        |                           | Green Bay Packers |  | Cotton Bowl Zuschauer: 74.152 |
|                   | 27 : 34               |  |                       |                           |                   |  |                               |
|                   |                       |  |                       |                           |                   |  |                               |

## Super Bowl I
Der Super Bowl I fand am 15. Januar 1967 im Los Angeles Memorial Coliseum statt. Der Meister der NFL, die Mannschaft der Green Bay Packers, trat gegen den Meister der AFL, die Kansas City Chiefs, an. Die Packers besiegten die Chiefs mit 35:10. Zum MVP des Spiels wurde Bart Starr gekürt.
|                        |                             |  | Super Bowl I      |                           |                    |  |                                                 |
|                        | Los Angeles 15. Januar 1967 |  | Green Bay Packers | \| \| 35 : 10 \| \| \| \| | Kansas City Chiefs |  | Los Angeles Memorial Coliseum Zuschauer: 61.946 |
| (7:0, 7:10, 14:0, 7:0) | Los Angeles 15. Januar 1967 |  | Green Bay Packers |                           | Kansas City Chiefs |  | Los Angeles Memorial Coliseum Zuschauer: 61.946 |
|                        | 35 : 10                     |  |                   |                           |                    |  |                                                 |
|                        |                             |  |                   |                           |                    |  |                                                 |

## Awards
| Most Valuable Player | Bart Starr, Quarterback, Green Bay |
| Coach of the Year    | Tom Landry, Dallas                 |

## Saisonbestleistungen
| Statistik       | Name            | Team       | Wert  |
| --------------- | --------------- | ---------- | ----- |
| gepasste Yards  | Sonny Jurgensen | Washington | 3.209 |
| erlaufene Yards | Gale Sayers     | Chicago    | 1.231 |
| gefangene Yards | Pat Studstill   | Detroit    | 1.266 |